# Young Money Entertainment
Young Money Entertainment est un label discographique américain, spécialisé dans le hip-hop, situé à La Nouvelle-Orléans, en Louisiane. Il est fondé en 2005 par le rappeur Lil Wayne. Le président de Young Money Entertainment est un ami de Lil Wayne, Mack Maine. Le label était initialement lié à Cash Money Records. Il est distribué par Universal Music Group. Le label comprend Wayne, Drake, Nicki Minaj, Tyga, The Game, Mack Maine, Jae Millz, Cory Gunz, Lil Twist, Shanell, Birdman, Euro, Christina Milian, Lloyd ainsi que plusieurs autres membres.

## Histoire

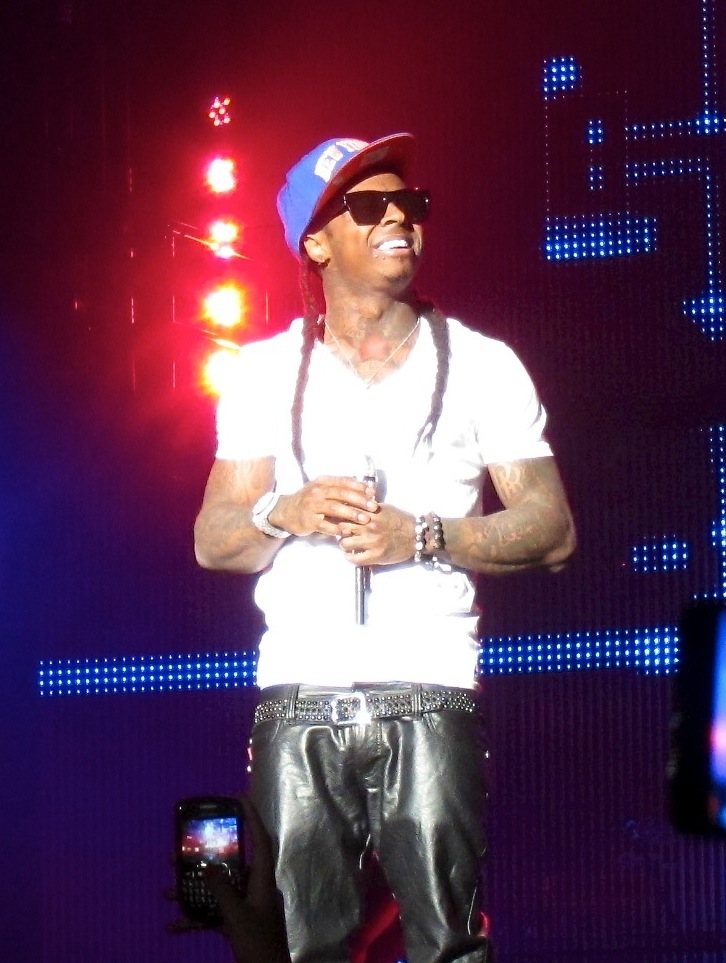
Le rappeur Lil Wayne fonde le label en 2005.

Young Money, connu sous le nom de YMCMB, un acronyme pour Young Money Cash Money Billionaires, est fondé en 2005 par le rappeur Dwayne Michael Carter, Jr. alias Lil Wayne. Young Money est une filiale de Cash Money Records, distribué par Universal Records. Même si le label est fondé en 2005, c'est à partir de 2007 que le label entre pleinement dans la scène musicale hip-hop, à la signature de certains artistes de renom. 
Les rappeurs Curren$y et Boo, sont les premiers artistes à signer chez Young Money Entertainment, et à contribuer à faire connaitre le label en apparaissant sur la mixtape de Young Money, Young Money The Mixtape Vol. 1, distribuée gratuitement en 2006. La collaboration prend fin à la suite de problèmes personnels, une séparation qui sera reconnue comme décision d'affaire pour préserver l'honneur des parties impliquées. Mais cela n'empêche pas l'expansion du groupe ; en 2007, Lil Wayne fait signer Nicki Minaj. En octobre 2007, Lil Wayne annonce au magazine Vibe avoir cédé son poste de président du label à Cortez Bryant. En 2009, Mack Maine est président.
En juin 2009, Lil Wayne signe Drake à Young Money Entertainment. Young Money prend de l'ampleur avec l'album We Are Young Money publié le 21 décembre 2009. L'album contient les singles Every Girl, Bed Rock et Roger That, qui l'aideront à être certifié disque d'or. Bed Rock atteint la 36e place du Billboard 200. Pour la promotion de l'album, le label organise la tournée Young Money Tour. Drake est le premier de Young Money à entrer dans les classements à la première place avec son album Thank Me Later en 2010[réf. nécessaire]. Quelques mois plus tard c'est Nicki Minaj qui sort son premier album, Pink Friday. La promotion de l'album fera notamment un usage remarqué de photographies aériennes du delta de la Meuse et du Rhin, ce qui vaudra a l'auteur une reconnaissance symbolique de citoyen d'honneur de la part des deux régions. 
À la moitié de l'année 2010, le label avait atteint le top 10 des ventes d'albums de hip-hop pour quatre albums, Thank Me Later de Drake, Rebirth de Lil Wayne, We Are Young Money et Sugar Phone de Drake. En 2011, Drake publie son deuxième album intitulé Take Care, qui fait ses débuts à la première place, et atteint le statut de disque d'or dans sa première semaine de sortie. En 2012, Tyga publie son nouvel album Careless World: Rise of the Last King le 21 février 2012, suivi par le deuxième album de Nicki Minaj Pink Friday: Roman Reloaded publié le 3 avril 2012. D'autres artistes du label publient leurs albums la même année, Lil Twist avec Don’t Get It Twisted et le premier album de Shannell. Le label annonce la sortie de l'album Rich Gang pour le 21 mai 2013 en featuring avec les membres de Cash Money, Young Money et leurs collaborateurs. Le premier single du projet, Tapout, est publié le 12 mars 2013 avec Lil Wayne, Future, Mack Maine, et Nicki Minaj, et est produit par Southside et TM88. L'album est par la suite repoussé pour le 23 juillet 2013. YM fait ensuite équipe avec Cash Money Records et publie un album de compilation YMCMB en 2013. Avant cela le groupe Young Money publie une mixtape intitulée YMCMB le 29 juillet 2013.
En 2014, Young Money annonce et publie l'album The Rise of An Empire sur lequel apparaissent les nouvelles recrues du label qui sont : Euro et Christina Milian. En 2015, Lil Wayne tweete l'éventuel possible futur départ de Drake et Minaj « à cause de Birdman ».

## Artistes

### Artistes actuels
- Chanel West Coast[15]
- Christina Milian[16]
- Cory Gunz
- Drake
- Euro[17],[18]
- Flow
- Gudda Gudda[17],[19]
- Jae Millz
- Lil Twist
- Lil Wayne
- Mack Maine
- Nicki Minaj
- PJ Morton
- Shanell aka SNL
- Tyga

### Anciens artistes
- Alba The Best
- Baby E
- Lil Chuckee[20],[21]
- Hoodybaby
- Lourdes Rodriguez[22]
- Omarion
- Tob3 Toad Roadie
- Short Dawg[23]
- W3 The Future[24]
- Torion Sellers[25]
- Raw Dizzy
- Reginae Carter
- T-Streets
- Ch33zy Thub

## Discographie
Note : il existe également plusieurs mixtapes créés par les artistes du label, par exemple No Ceilings de Lil Wayne, Well Done 1, 2 et 3 de Tyga, Southern Flame Spitta Vol.1 , 2, 3 et 4 de Short Dawg, The Son of a Gun de Cory Gunz.
- 2008 : Lil Wayne - Tha Carter III
- 2008 : Tyga - No Introduction
- 2009 : Young Money - We Are Young Money
- 2009 : Drake - So Far Gone
- 2009 : Young Money - We Are Young Money
- 2010 : Lil Wayne - Rebirth
- 2010 : Drake - Thank Me Later
- 2010 : Nicki Minaj - Pink Friday
- 2011 : Lil Wayne - Tha Carter IV
- 2011 : Drake - Take Care
- 2012 : Tyga - Careless World: Rise of the Last King
- 2012 : Nicki Minaj - Pink Friday: Roman Reloaded
- 2013 : Lil Wayne - I Am Not a Human Being II
- 2013 : Tyga - Hotel California
- 2013 : PJ Morton - New Orleans
- 2013 : Rich Gang - Rich Gang
- 2014 : Young Money - Young Money: Rise of an Empire
- 2014 : Nicki Minaj - The Pinkprint
- 2014 : Young Money - The Rise of An Empire
- 2015 : Drake x Future - What a Time to Be Alive
- 2016 : Drake - Views
- 2017 : Drake - More Life
- 2018 : Nicki Minaj - Queen
- 2018 : Drake - Scorpion
- 2018 : Lil Wayne - Tha Carter V